# Спортінг (Бенгела)
Спортінг Клубе ді Бенгела або Спортінг (Бенгела) (порт. Sporting Clube de Benguela) — професіональний ангольський футбольний клуб з міста Бенгела, столиці однойменної провінції.

## Історія клубу
Клуб було засновано 16 листопада 1915 року як закордонна філія № 21 лісабонського «Спортінга». 
В розіграші Гіраболи 1990 року клуб зайняв 11 місце. Наступного сезону, 1991 року, зайняв 14 місце в чемпіонаті, 1992 рік був останнім для «Спортінга» у вищому дивізіоні.

## Стадіон
«Ештадіу ду Аппераса», який належить зараз «Спортінгу», спочатку був у власності студентів «Місії Божої з Назарету», і був побудований за ініціативи отця Опасіу, який згодом дав клубу назву СК «Бенгела». Команда грала на першому в Бенгелі стадіоні з натуральним покриттям. Проте, через відсутність належного технічного обслуговування, в поєднанні з відсутністю фінансових ресурсів в клубу, трава висохла і поле знову залишилося голим.